# Louis Moreau (ébéniste)
Pour les articles homonymes, voir Louis Moreau et Moreau.
Louis Moreau, né vers 1740, décédé le 3 mai 1802 sur l'île d'Anjouan, était un marchand et un ébéniste de renom, ainsi qu'un révolutionnaire français.

## Biographie

### Louis Moreau: l'ébéniste
À la suite de la faillite de l'ébéniste Denis Genty en 1762 (maître en 1754), Louis Moreau racheta sa boutique à l’enseigne « À la descente des Tuileries » de la rue de L'Échelle-Saint-Honoré, à Paris, qu’il rebaptisa: « À la Petite Boule Blanche ».
Louis Moreau accéda à la maîtrise le 27 septembre 1764. Son œuvre se caractérise par des placages d'acajou, des décors floraux marquetés ainsi que des ornementations de bronzes dorés et ciselés.
Son talent lui apporta rapidement une clientèle de renom ce qui ne l'empêcha pas de déposer le bilan le 21 juin 1768. Parmi ses débiteurs figuraient le comte d’Egmont et de Modène, le marquis de Montpezat, le comte de Montbarrey, etc.

### Louis Moreau: le marchand ébéniste
Dès 1771, on le retrouve aux affaires, mais comme marchand cette fois. À cette date, il acheta à son confrère Charles Topino (le père du peintre François Topino-Lebrun) des meubles plaqués en bois de rose et d’amarante et en contrepartie lui vendit des bois d’ébénisterie.
Il associe rapidement ses qualités d’ébéniste à celles de marchand, faisant notamment travailler des artisans de renom tel que les ébénistes : Jacques Bircklé, Pierre-Antoine Foullet, Léonard Boudin, Charles Topino, Jean-François Oeben, Jacques-Laurent Cosson, dont il fera l’inventaire de son atelier après la mort de sa femme en 1782, ainsi que les fondeurs Guinard et Cottin. 
Le fait que Louis Moreau ne réalisait qu’une partie des meubles qu’il vendait fait planer beaucoup d’incertitudes sur les meubles portant son estampille. Beaucoup de ces meubles sont en fait l’œuvre d’autres ébénistes. Cette pratique des marchands de l’époque permettait d’accroître la valeur du mobilier à la vente et d’éviter que les acquéreurs ne s’adressent directement aux maitres ébénistes.
Louis Moreau fournit une riche clientèle aristocratique ainsi que la surintendance des Menus-Plaisirs du Roi, administration royale spécifiquement chargée de l'organisation des fêtes et des cérémonies à la cour, qui lui commanda à plusieurs reprises, sous Louis XVI, des pièces de mobilier (en particulier en 1786).
Ses produits furent très diversifiés, ainsi que le prouve une étiquette retrouvée sur l'un de ses meubles avec la mention « Fait et tient Magasin : Secrétaire, Armoire, Commode, Bibliothèque, Bureau à cylindre, Table à jouer, Table Anglaise d'Acajou, et tout ce qui concerne la Menuiserie et l'Ébénisterie à Paris »,,,,. 
Reconnu par ses pairs, il devint en 1784 député de sa corporation.
En 1789, il est mentionné comme arbitre de sa profession dans les différents : Wattaire-Lienard (jugement du 1er mars 1789) et Amont-Paffrat (jugement du 8 juillet 1789).
À la Révolution française, ses affaires périclitèrent rapidement, comme celles de tous les ébénistes de France, du fait de la perte de leur clientèle. Dès 1793, il dut mettre en location une maison meublée et transféra son enseigne au 1514, rue Saint-Honoré (qui devint plus tard le 352) vis-à-vis les Feuillants (près de l'actuelle Place Vendôme).

### Louis Moreau: le Jacobin
Il s’impliqua assez tôt dans la politique, tout d’abord comme conseiller de sa corporation en 1784, puis comme syndic adjoint en 1787 et enfin comme premier syndic en 1788. Il fut maintenu en fonction pour présider la dissolution de la communauté en octobre 1789. 
On le retrouve en 1797 comme militant au Cercle Constitutionnel du faubourg Saint-Antoine, où on lui prête des convictions babouvistes.
Après l'Attentat de la rue Saint-Nicaise, il fait partie de la liste de proscription de 133 noms établie par Fouché, ministre de la Police puis soumise au conseil d'État et votée par le Sénat le 15 nivôse an IX (5 janvier 1801).
Louis Moreau fut déporté aux Seychelles sur la corvette La Flèche, qui le débarqua à Mahé le 25 août 1801. Louis Moreau reprit son activité d’ébéniste et fabriqua plusieurs meubles en takamaka tant et si bien, qu’en moins de six mois, il gagna 70 piastres en son particulier et 30 piastres en commun avec son compagnon d’infortune Thirion (lui aussi du faubourg Saint-Antoine). Cela représentait environ 3 ans de salaire d’un ouvrier au travail physique modéré.
Les colons des Seychelles, effrayés de voir les indigènes de l'île côtoyer les idées pernicieuses des réprouvés, obtinrent l’éloignement de 33 d’entre eux estimés comme les plus dangereux. Ainsi, le 18 mars 1802, la corvette le Bélier emporta Louis Moreau vers l’île d’Anjouan, où il mourut le 3 mai 1802 avec une vingtaine d’autres déportés, très probablement d’une épidémie,,,,,,. 
À sa déportation, sa femme, Louise Josèphe Lemoine, décédée le 9 vendémiaire an XI à environ 52 ans (1er octobre 1802), puis son fils Louis (maître vers 1791) (il utilisa la même estampille que son père) reprirent le magasin et le conservèrent jusque vers 1814-1815 ,,,,,.